# Renáta Jamrichová
Renáta Jamrichová (* 20. června 2007 Trnava) je slovenská profesionální tenistka hrající levou rukou. V juniorském tenise vyhrála dva singlové i deblové grandslamy a od ledna 2024 byla juniorskou světovou jedničkou. V rámci okruhu ITF získala dva tituly ve dvouhře a jeden ve čtyřhře.
Na žebříčku WTA byla ve dvouhře nejvýše klasifikována v červenci 2025 na 286. místě a ve čtyřhře v témže datu  na 752. místě. Od roku 2025 ji trénuje Matej Lipták. Mezi roky 2015–2024 ji vedl Ján Matúš.
Ve slovenském týmu Billie Jean King Cupu debutovala v roce 2023 bratislavskou světovou baráží proti Argentině, v níž porazila Nadiu Podoroskou. Přispěla tím k výhře Slovenek 3–1 na zápasy. V roce 2024 byla členkou slovenského výběru, který na finálovém turnaji prohrál ve světovém finále s Itálií. Do listopadu 2025 v soutěži nastoupila ke čtyřem mezistátním utkáním s bilancí 2–2 ve dvouhře a 0–0 ve čtyřhře.
Ve slovenské anketě Tenista roku byla v roce 2024 vyhlášena juniorkou roku.

## Soukromý život
Narodila se roku 2007 v Trnavě. Vzhledem k tomu, že se otec Milan Jamrich jako překážkář věnoval atletice, běhala v dětství dlouhé distance. Tenis si jako první sport zvolila ve 13 letech. Začínala s ním ve Slavii Trnava, odkud přestoupila do bratislavského Národního tenisového centra. Od 14 let jí centrum zaměřující se na tenisové naděje poskytovalo finanční podporu. Mimoto se čtyři roky učila hře na klavír a příklon k vážné hudbě u ní přetrval. Má dvě mladší sestry.

## Tenisová kariéra

### Juniorská kariéra
Na Evropském olympijském festivalu mládeže 2022 v Banské Bystřici získala zlatou medaili ve dvouhře a s Danielem Balaščákem i ve smíšené čtyřhře.
V juniorském tenise vstoupila na grandslam v 15 letech deblovou i singlovou soutěží ve Wimbledonu 2022. V této věkové kategorii ovládla jako 16letá dvouhru Australian Open 2024 po finálové výhře nad o rok mladší Australankou Emerson Jonesovou. Navázala tím na deblový triumf z juniorky Australian Open 2023 a vylepšila semifinálová maxima z Wimbledonu a US Open 2023. Od zisku slovenské nezávislosti v roce 1993 se stala třetí slovenskou šampionkou grandslamové dvouhry, po Kristíně Kučové na US Open 2007 a Tereze Mihalíkové na Australian Open 2015. Po skončení, v závěru ledna 2024, poprvé vystoupala do čela juniorského kombinovaného žebříčku ITF. Z pozice nejvýše nasazené ji ve čtvrtfinále French Open 2024 vyřadila pozdější česká šampionka Tereza Valentová. Společně s Češkou však na dvorcích Rolanda-Garrose vyhrála deblovou soutěž. Obě nastoupily do první společné čtyřhry. Ani jedna z nich nechtěla původně v pařížském deblu startovat. Valentová ale dva týdny před rozehráním souhlasila s nabídkou Jamrichové.
V souboji o titul ve Wimbledonu 2024 zdolala jako na melbournském majoru Emerson Jonesovou po dvousetovém průběhu. Jako první slovenský tenista vybojovala druhý singlový grandslam a celkově čtvrtý. Od roku 1993 se stala druhou wimbledonskou šampionkou ze Slovenska, po triumfu Hantuchové v mixu 2001. V následné klasifikaci, během července 2024, se po týdnu vrátila na pozici juniorské světové jedničky, kde vystřídala Lauru Samsonovou. V All England Clubu se v 17 letech rozhodla ukončit juniorskou dráhu.

### Profesionání kariéra
V rámci okruhu ITF debutovala jako 15letá v říjnu 2022, když na 60tisícovém turnaji v rodné Trnavě postoupila z kvalifikace. Po výhře nad Rebeccou Šramkovou vypadla ve čtvrtfinále s nejvýše nasazenou Číňankou Wang Sin-jü, figurující na osmdesáté osmé příčce klasifikace. Získala tak první body žebříčku WTA. Premiérovou trofej v této úrovni tenisu vybojovala během března 2024 v egyptském letovisku Šarm aš-Šajch. Na události dotované 15 tisíci dolary prošla do finále přes Češku Alenu Kovačkovou. V souboji o titul pak zdolala sedmou nasazenou Rumunku Elenu-Teodoru Cadarovou z šesté světové stovky. V závěrečných třech kolech vždy otočila průběh, po ztrátě úvodní sady. V 16 letech se stala nejmladší slovenskou vítězkou na okruhu ITF od Hrunčákové z října 2014.
Na okruhu WTA Tour debutovala červencovým Livesport Prague Open 2024 na antukových dvorcích Sparty Praha. Jako členka šesté stovky klasifikace, a úřadující juniorská světová jednička, obdržela od pořadatelů divokou kartu. Na úvod podlehla o dvanáct let starší, páté nasazené Bulharce Viktoriji Tomovové. V úvodním setu přitom proti čtyřicáté deváté hráčce žebříčku nevyužila tři setboly.

## Tituly na okruhu ITF
| Kategorie okruhu ITF | Kategorie okruhu ITF |
| -------------------- | -------------------- |
| Turnaje W100         | Turnaje W80          |
| Turnaje W75/W60      | Turnaje W50/W40      |
| Turnaje W35/W25      | Turnaje W15/W10      |

### Dvouhra (2 tituly)
| Č. | datum       | turnaj               | kategorie | povrch | poražená finalistka    | výsledek         |
| -- | ----------- | -------------------- | --------- | ------ | ---------------------- | ---------------- |
| 1. | březen 2024 | Šarm aš-Šajch, Egypt | W15       | tvrdý  | Elena-Teodora Cadarová | 2–6, 6–3, 6–3    |
| 2. | duben 2024  | Telde, Španělsko     | W15       | antuka | María Garcíaová Cidová | 6–3, 6–7(4), 6–2 |

### Čtyřhra (1 titul)
| Č. | datum      | turnaj             | kategorie | povrch | spoluhráčka         | poražené finalistky | výsledek |
| -- | ---------- | ------------------ | --------- | ------ | ------------------- | ------------------- | -------- |
| 1. | srpen 2025 | Hechingen, Německo | W75       | antuka | Jelena Pridankinová | Feng Šuo Li Cung-jü | 6–2, 6–2 |

## Finále soutěží družstev: 1 (0–1)
| Výsledek   | č. | datum a místo konání                                                                              | spoluhráčky                                                                      | soupeřky                                                                                          | skóre |
| ---------- | -- | ------------------------------------------------------------------------------------------------- | -------------------------------------------------------------------------------- | ------------------------------------------------------------------------------------------------- | ----- |
| Finalistka | 1. | Billie Jean King Cup 2024 20. listopadu 2024 Malaga, Španělsko tvrdý (hala), Martin Carpena Arena | Rebecca Šramková Anna Karolína Schmiedlová Viktória Hrunčáková Tereza Mihalíková | Itálie                                                                                            | 0–2   |
| Finalistka | 1. | Billie Jean King Cup 2024 20. listopadu 2024 Malaga, Španělsko tvrdý (hala), Martin Carpena Arena | Rebecca Šramková Anna Karolína Schmiedlová Viktória Hrunčáková Tereza Mihalíková | Jasmine Paoliniová Elisabetta Cocciarettová Lucia Bronzettiová Sara Erraniová Martina Trevisanová | 0–2   |

## Finále na juniorském Grand Slamu

### Dvouhra: 2 (2–0)
| Stav    | rok  | turnaj          | povrch | soupeřka ve finále | výsledek |
| ------- | ---- | --------------- | ------ | ------------------ | -------- |
| Vítězka | 2024 | Australian Open | tvrdý  | Emerson Jonesová   | 6–4, 6–1 |
| Vítězka | 2024 | Wimbledon       | tráva  | Emerson Jonesová   | 6–3, 6–4 |

### Čtyřhra: 2 (2–0)
| Stav    | rok  | turnaj          | povrch | spoluhráčka        | soupeřky ve finále                  | výsledek              |
| ------- | ---- | --------------- | ------ | ------------------ | ----------------------------------- | --------------------- |
| Vítězka | 2023 | Australian Open | tvrdý  | Federica Urgesiová | Haju Kinošitová Sara Saitóová       | 7–6(7–5), 1–6, [10–7] |
| Vítězka | 2024 | French Open     | antuka | Tereza Valentová   | Tyra Caterina Grantová Iva Jovicová | 6–4, 6–4              |